# Senatorowie III kadencji Senatu Rzeczypospolitej Polskiej (1993–1997)

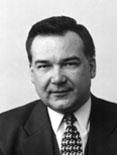
Adam Struzik – marszałek Senatu III kadencji

Senatorowie III kadencji Senatu Rzeczypospolitej Polskiej zostali wyłonieni podczas wyborów parlamentarnych 19 września 1993 (data ta była jednocześnie początkiem tej kadencji) oraz w wyniku wyborów uzupełniających. Senatorowie złożyli ślubowanie na pierwszym posiedzeniu Senatu III kadencji wyznaczonym na 15 października 1993, ich kadencja upłynęła w dniu pierwszego posiedzenia następnego Sejmu – 20 października 1997.
100 senatorów wyłoniono w 49 okręgach wyborczych (każdy obejmował obszar jednego województwa), w których wybierano 2 senatorów na zasadzie większości względnej (województwo katowickie i warszawskie – 3 senatorów).
1. posiedzenie Senatu III kadencji rozpoczęło się 15 października 1993, funkcję marszałka seniora pełnił najstarszy wiekiem senator – Jan Mulak.
W trakcie kadencji przeprowadzono w dwóch terminach wybory uzupełniające. W trzech przypadkach przyczyną ich zarządzenia była śmierć senatorów wybranych w wyborach parlamentarnych w 1993, w jednym zrzeczenie się mandatu.

## Kluby i koła w Senacie w trakcie kadencji
| \| Ugrupowanie polityczne \| Ugrupowanie polityczne \| IX 1993[3] \| X 1997 \| +/– \| \| ---------------------- \| ---------------------------------------------------- \| ---------- \| ------ \| --- \| \| \| Sojusz Lewicy Demokratycznej \| 37 \| 36 \| 1 \| \| \| Polskie Stronnictwo Ludowe \| 35 \| 34 \| 1 \| \| \| Niezależny Samorządny Związek Zawodowy „Solidarność” \| 12 \| 12 \| \| \| \| Klub Senatorów Niezależnych \| 7 \| 5 \| 2 \| \| \| Klub Demokratyczny Senatu \| 6 \| 7 \| 1 \| \| \| Bezpartyjny Blok Wspierania Reform \| 2 \| – \| 2 \| \| \| Senatorowie niezrzeszeni[b] \| 1 \| 5 \| 4 \| \| Razem \| Razem \| 100 \| 99 \| 99 \| | Podział 100 mandatów: SLD: 37 PSL: 35 KS Niezależnych: 7 NSZZ „Solidarność”: 12 Klub Demokratyczny Senatu: 6 BBWR: 2 Niezrz.: 1 |         |        |     |
| Ugrupowanie polityczne | Ugrupowanie polityczne | IX 1993 | X 1997 | +/– |
| | Sojusz Lewicy Demokratycznej | 37      | 36     | 1   |
| | Polskie Stronnictwo Ludowe | 35      | 34     | 1   |
| | Niezależny Samorządny Związek Zawodowy „Solidarność”                                                                            | 12      | 12     |     |
| | Klub Senatorów Niezależnych | 7       | 5      | 2   |
| | Klub Demokratyczny Senatu | 6       | 7      | 1   |
| | Bezpartyjny Blok Wspierania Reform                                                                                              | 2       | –      | 2   |
| | Senatorowie niezrzeszeni | 1       | 5      | 4   |
| Razem | Razem | 100     | 99     | 99  |

## Dane zbiorcze o senatorach
37 nowo wybranych senatorów reprezentowało Sojusz Lewicy Demokratycznej (SLD), 36 – Polskie Stronnictwo Ludowe (PSL), 9 – Niezależny Samorządny Związek Zawodowy „Solidarność” (NSZZ), 4 – Unię Demokratyczną (UD), po 2 – Bezpartyjny Blok Wspierania Reform (BBWR) i Unię Pracy (UP), po jednym – KW Klubu Inteligencji Katolickiej w Białymstoku oraz Stowarzyszenia Rodzin Katolickich Archidiecezji Białostockiej, Kongres Liberalno-Demokratyczny, Mniejszość Niemiecką, Niezależny Samorządny Związek Zawodowy Rolników Indywidualnych „Solidarność”, Porozumienie Ludowe i Zjednoczenie Polskie, 4 mandaty uzyskali kandydaci niezależni. Brak przynależności partyjnej deklarowało 42 wybranych senatorów.
W izbie zasiadło 13 kobiet i 87 mężczyzn. 31 senatorów posiadało doświadczenie parlamentarne (w tym: 22 było wcześniej wyłącznie senatorami; 1 – senatorem i posłem na Sejm; 8 – wyłącznie posłami). 69 osób wybrano do parlamentu po raz pierwszy.

## Prezydium Senatu III kadencji
| Senator                                                              | Senator          | Funkcja              | Klub                                                   | Czas pełnienia funkcji    | Czas pełnienia funkcji    |
| Senator                                                              | Senator          | Funkcja              | Klub                                                   | Od                        | Do                        |
| -------------------------------------------------------------------- | ---------------- | -------------------- | ------------------------------------------------------ | ------------------------- | ------------------------- |
|                                                                      | Jan Mulak        | Marszałek senior     | KS – Sojusz Lewicy Demokratycznej Klub Parlamentarny   | 15 października 1993(dts) | 15 października 1993(dts) |
| Marszałek senior przewodniczy obradom Senatu przed wyborem Prezydium |                  |                      |                                                        |                           |                           |
|                                                                      | Adam Struzik     | Marszałek Senatu     | KS – Klub Parlamentarny Polskiego Stronnictwa Ludowego | 15 października 1993(dts) | 20 października 1997(dts) |
|                                                                      | Ryszard Czarny   | Wicemarszałek Senatu | KS – Sojusz Lewicy Demokratycznej Klub Parlamentarny   | 15 października 1993(dts) | 16 marca 1995(dts)        |
|                                                                      | Stefan Jurczak   | Wicemarszałek Senatu | KS NSZZ „Solidarność”                                  | 15 października 1993(dts) | 20 października 1997(dts) |
|                                                                      | Zofia Kuratowska | Wicemarszałek Senatu | Senatorski Klub Demokratyczny                          | 15 października 1993(dts) | 20 października 1997(dts) |
|                                                                      | Grzegorz Kurczuk | Wicemarszałek Senatu | KS – Sojusz Lewicy Demokratycznej Klub Parlamentarny   | 16 marca 1995(dts)        | 20 października 1997(dts) |

Ponadto 15 października 1993 wybrano 7 sekretarzy: Krzysztofa Borkowskiego (PSL), Andrzeja Chronowskiego (NSZZ), Witolda Grabosia (SLD), Eugeniusza Grzeszczaka (PSL), Wandę Kustrzebę (SLD) i Janusza Okrzesika (UD).

## Senatorowie III kadencji

### Senatorowie wybrani 19 września 1993
| Zdjęcie                         |                        | Senator                         | Komitet wyborczy                                                                                                   | Województwo                               | Dotychczasowy staż parlamentarny                                             | % głosów |
| ------------------------------- | ---------------------- | ------------------------------- | --- | ----------------------------------------- | ---------------------------------------------------------------------------- | -------- |
| Tomasz Adamczuk                 |                        | Tomasz Adamczuk                 | Polskie Stronnictwo Ludowe                                                                                         | chełmskie                                 | poseł na Sejm IX kadencji (1985–1989)                                        | 34,16    |
| Jan Adamiak                     | Jan Adamiak            | Polskie Stronnictwo Ludowe      | olsztyńskie | wybrany po raz pierwszy                   | 20,49                                                                        |          |
| Jerzy Adamski                   |                        | Jerzy Adamski                   | Sojusz Lewicy Demokratycznej                                                                                       | piotrkowskie                              | wybrany po raz pierwszy                                                      | 19,17    |
| Piotr Andrzejewski              |                        | Piotr Andrzejewski              | Niezależny Samorządny Związek Zawodowy „Solidarność”                                                               | tarnowskie                                | senator I i II kadencji (1989–1993)                                          | 15,18    |
| Jan Antonowicz                  |                        | Jan Antonowicz                  | Polskie Stronnictwo Ludowe                                                                                         | ciechanowskie                             | senator II kadencji (1991–1993)                                              | 26,92    |
| Franciszek Bachleda-Księdzularz |                        | Franciszek Bachleda-Księdzularz | Bezpartyjny Blok Wspierania Reform                                                                                 | nowosądeckie                              | wybrany po raz pierwszy                                                      | 21,32    |
| Gerhard Bartodziej              |                        | Gerhard Bartodziej              | Mniejszość Niemiecka                                                                                               | opolskie                                  | senator II kadencji (1991–1993)                                              | 21,33    |
| Maria Berny                     |                        | Maria Berny                     | Sojusz Lewicy Demokratycznej                                                                                       | wrocławskie                               | wybrana po raz pierwszy                                                      | 18,40    |
| Anna Bogucka-Biliński           |                        | Mieczysław Biliński             | Niezależny Samorządny Związek Zawodowy „Solidarność”                                                               | przemyskie                                | wybrany po raz pierwszy                                                      | 27,35    |
| Krzysztof Borkowski             |                        | Krzysztof Borkowski             | Polskie Stronnictwo Ludowe                                                                                         | siedleckie                                | wybrany po raz pierwszy                                                      | 23,37    |
| Stanisław Ceberek               | Stanisław Ceberek      | Polskie Stronnictwo Ludowe      | ostrołęckie | poseł na Sejm IV i V kadencji (1965–1972) | 31,16                                                                        |          |
| August Chełkowski               |                        | August Chełkowski               | Niezależny Samorządny Związek Zawodowy „Solidarność”                                                               | katowickie                                | senator I i II kadencji (1989–1993)                                          | 21,63    |
| Jerzy Chorąży                   |                        | Jerzy Chorąży                   | Polskie Stronnictwo Ludowe                                                                                         | bialskopodlaskie                          | wybrany po raz pierwszy                                                      | 27,19    |
| Andrzej Chronowski              |                        | Andrzej Chronowski              | Niezależny Samorządny Związek Zawodowy „Solidarność”                                                               | nowosądeckie                              | wybrany po raz pierwszy                                                      | 18,73    |
| Grażyna Ciemniak                |                        | Grażyna Ciemniak                | Sojusz Lewicy Demokratycznej                                                                                       | bydgoskie                                 | wybrana po raz pierwszy                                                      | 25,99    |
| Jerzy Cieślak                   | Jerzy Cieślak          | Sojusz Lewicy Demokratycznej    | jeleniogórskie | wybrany po raz pierwszy                   | 29,39                                                                        |          |
| Ryszard Czarny                  | Ryszard Czarny         | Sojusz Lewicy Demokratycznej    | kieleckie | wybrany po raz pierwszy                   | 27,09                                                                        |          |
| Lech Czerwiński                 | Lech Czerwiński        | Sojusz Lewicy Demokratycznej    | koszalińskie | wybrany po raz pierwszy                   | 28,04                                                                        |          |
| Adam Daraż                      |                        | Adam Daraż                      | Polskie Stronnictwo Ludowe                                                                                         | rzeszowskie                               | wybrany po raz pierwszy                                                      | 16,78    |
| Jerzy Derkacz                   | Jerzy Derkacz          | Polskie Stronnictwo Ludowe      | zamojskie | wybrany po raz pierwszy                   | 26,22                                                                        |          |
| Bodo Engling                    |                        | Bodo Engling                    | Sojusz Lewicy Demokratycznej                                                                                       | szczecińskie                              | wybrany po raz pierwszy                                                      | 21,59    |
| Józef Frączek                   |                        | Józef Frączek                   | Polskie Stronnictwo Ludowe – Porozumienie Ludowe                                                                   | rzeszowskie                               | poseł na Sejm I kadencji (1991–1993)                                         | 17,07    |
| Sylwester Gajewski              |                        | Sylwester Gajewski              | Polskie Stronnictwo Ludowe                                                                                         | sieradzkie                                | senator II kadencji (1991–1993)                                              | 29,97    |
| Aleksander Gawronik             |                        | Aleksander Gawronik             | KW Aleksandra Gawronika                                                                                            | poznańskie                                | wybrany po raz pierwszy                                                      | 22,31    |
| Ryszard Gibuła                  |                        | Ryszard Gibuła                  | Sojusz Lewicy Demokratycznej                                                                                       | wałbrzyskie                               | wybrany po raz pierwszy                                                      | 27,47    |
| Witold Graboś                   | Witold Graboś          | Sojusz Lewicy Demokratycznej    | chełmskie | wybrany po raz pierwszy                   | 30,07                                                                        |          |
| Eugeniusz Grzeszczak            |                        | Eugeniusz Grzeszczak            | Polskie Stronnictwo Ludowe                                                                                         | konińskie                                 | senator II kadencji (1991–1993)                                              | 34,22    |
| Alicja Grześkowiak              |                        | Alicja Grześkowiak              | „Zjednoczenie Polskie”                                                                                             | toruńskie                                 | senator I i II kadencji (1989–1993)                                          | 24,92    |
| Paweł Jankiewicz                |                        | Paweł Jankiewicz                | Sojusz Lewicy Demokratycznej                                                                                       | łódzkie                                   | wybrany po raz pierwszy                                                      | 22,70    |
| Romuald Jankowski               |                        | Romuald Jankowski               | Polskie Stronnictwo Ludowe                                                                                         | elbląskie                                 | wybrany po raz pierwszy                                                      | 23,85    |
| Zdzisława Janowska              |                        | Zdzisława Janowska              | Unia Pracy | łódzkie                                   | wybrana po raz pierwszy                                                      | 30,22    |
| Zdzisław Jarmużek               |                        | Zdzisław Jarmużek               | Sojusz Lewicy Demokratycznej                                                                                       | gorzowskie                                | wybrany po raz pierwszy                                                      | 32,45    |
| Ryszard Jarzembowski            | Ryszard Jarzembowski   | Sojusz Lewicy Demokratycznej    | włocławskie | senator II kadencji (1991–1993)           | 29,33                                                                        |          |
| Stefan Jurczak                  |                        | Stefan Jurczak                  | Niezależny Samorządny Związek Zawodowy „Solidarność”                                                               | krakowskie                                | senator II kadencji (1991–1993)                                              | 20,12    |
| Henryk Kanicki                  |                        | Henryk Kanicki                  | Polskie Stronnictwo Ludowe                                                                                         | sieradzkie                                | wybrany po raz pierwszy                                                      | 26,70    |
| Roman Karaś                     | Roman Karaś            | Polskie Stronnictwo Ludowe      | krośnieńskie | wybrany po raz pierwszy                   | 17,95                                                                        |          |
| Jan Karbowski                   |                        | Jan Karbowski                   | Sojusz Lewicy Demokratycznej                                                                                       | jeleniogórskie                            | wybrany po raz pierwszy                                                      | 24,37    |
| Dorota Kempka                   | Dorota Kempka          | Sojusz Lewicy Demokratycznej    | bydgoskie | poseł na Sejm X kadencji (1989–1991)      | 26,69                                                                        |          |
| Edward Kienig                   |                        | Edward Kienig                   | Polskie Stronnictwo Ludowe                                                                                         | legnickie                                 | wybrany po raz pierwszy                                                      | 17,67    |
| Zdzisław Kieszkowski            | Zdzisław Kieszkowski   | Polskie Stronnictwo Ludowe      | radomskie | wybrany po raz pierwszy                   | 25,54                                                                        |          |
| Zbigniew Komorowski             | Zbigniew Komorowski    | Polskie Stronnictwo Ludowe      | skierniewickie | senator II kadencji (1991–1993)           | 26,63                                                                        |          |
| Jerzy Kopaczewski               |                        | Jerzy Kopaczewski               | Sojusz Lewicy Demokratycznej                                                                                       | włocławskie                               | senator II kadencji (1991–1993)                                              | 30,93    |
| Krzysztof Kozłowski             |                        | Krzysztof Kozłowski             | Unia Demokratyczna                                                                                                 | krakowskie                                | senator I i II kadencji (1989–1993)                                          | 21,59    |
| Czesław Krakowski               |                        | Czesław Krakowski               | Polskie Stronnictwo Ludowe                                                                                         | płockie                                   | wybrany po raz pierwszy                                                      | 33,09    |
| Wojciech Kruk                   |                        | Wojciech Kruk                   | Kongres Liberalno-Demokratyczny                                                                                    | poznańskie                                | senator II kadencji (1991–1993)                                              | 21,43    |
| Henryk Krupa                    |                        | Henryk Krupa                    | Sojusz Lewicy Demokratycznej                                                                                       | olsztyńskie                               | wybrany po raz pierwszy                                                      | 27,07    |
| Stanisław Kucharski             | Stanisław Kucharski    | Sojusz Lewicy Demokratycznej    | wałbrzyskie | wybrany po raz pierwszy                   | 27,66                                                                        |          |
| Józef Kuczyński                 | Józef Kuczyński        | Sojusz Lewicy Demokratycznej    | elbląskie | senator II kadencji (1991–1993)           | 29,89                                                                        |          |
| Zbigniew Kulak                  | Zbigniew Kulak         | Sojusz Lewicy Demokratycznej    | leszczyńskie | wybrany po raz pierwszy                   | 28,79                                                                        |          |
| Zofia Kuratowska                |                        | Zofia Kuratowska                | Unia Demokratyczna                                                                                                 | warszawskie                               | senator I i II kadencji (1989–1993)                                          | 33,11    |
| Grzegorz Kurczuk                |                        | Grzegorz Kurczuk                | Sojusz Lewicy Demokratycznej                                                                                       | lubelskie                                 | wybrany po raz pierwszy                                                      | 17,87    |
| Wanda Kustrzeba                 | Wanda Kustrzeba        | Sojusz Lewicy Demokratycznej    | gdańskie | wybrany po raz pierwszy                   | 17,39                                                                        |          |
| Marian Kwiatkowski              |                        | Marian Kwiatkowski              | Polskie Stronnictwo Ludowe                                                                                         | zamojskie                                 | wybrany po raz pierwszy                                                      | 17,50    |
| Leszek Lackorzyński             |                        | Leszek Lackorzyński             | Niezależny Samorządny Związek Zawodowy „Solidarność”                                                               | gdańskie                                  | wybrany po raz pierwszy                                                      | 21,54    |
| Władysław Lipczak               |                        | Władysław Lipczak               | Polskie Stronnictwo Ludowe                                                                                         | częstochowskie                            | wybrany po raz pierwszy                                                      | 25,81    |
| Barbara Łękawa                  |                        | Barbara Łękawa                  | KW Klubu Inteligencji Katolickiej w Białymstoku oraz Stowarzyszenia Rodzin Katolickich Archidiecezji Białostockiej | białostockie                              | wybrana po raz pierwszy                                                      | 21,18    |
| Maria Łopatko                   |                        | Maria Łopatko                   | Polskie Stronnictwo Ludowe                                                                                         | warszawskie                               | poseł na Sejm VI i VII kadencji (1972–1980)                                  | 22,83    |
| Henryk Maciołek                 | Henryk Maciołek        | Polskie Stronnictwo Ludowe      | piotrkowskie | poseł na Sejm VI kadencji (1972–1976)     | 24,57                                                                        |          |
| Jerzy Madej                     |                        | Jerzy Madej                     | KW Jerzego Madeja                                                                                                  | koszalińskie                              | senator I i II kadencji (1989–1993)                                          | 22,52    |
| Henryk Makarewicz               |                        | Henryk Makarewicz               | Polskie Stronnictwo Ludowe                                                                                         | bialskopodlaskie                          | senator II kadencji (1991–1993)                                              | 28,71    |
| Wojciech Matecki                | Wojciech Matecki       | Polskie Stronnictwo Ludowe      | skierniewickie | wybrany po raz pierwszy                   | 21,46                                                                        |          |
| Bogusław Mąsior                 |                        | Bogusław Mąsior                 | Sojusz Lewicy Demokratycznej                                                                                       | katowickie                                | wybrany po raz pierwszy                                                      | 20,40    |
| Ireneusz Michaś                 | Ireneusz Michaś        | Sojusz Lewicy Demokratycznej    | ciechanowskie | wybrany po raz pierwszy                   | 22,46                                                                        |          |
| Marek Minda                     |                        | Marek Minda                     | Unia Pracy | łomżyńskie                                | wybrany po raz pierwszy                                                      | 20,65    |
| Jan Mulak                       |                        | Jan Mulak                       | Sojusz Lewicy Demokratycznej                                                                                       | białostockie                              | wybrany po raz pierwszy                                                      | 20,88    |
| Zenon Nowak                     | Zenon Nowak            | Sojusz Lewicy Demokratycznej    | leszczyńskie | wybrany po raz pierwszy                   | 23,91                                                                        |          |
| Ryszard Ochwat                  |                        | Ryszard Ochwat                  | Polskie Stronnictwo Ludowe                                                                                         | tarnowskie                                | wybrany po raz pierwszy                                                      | 24,57    |
| Janusz Okrzesik                 |                        | Janusz Okrzesik                 | Unia Demokratyczna                                                                                                 | bielskie                                  | poseł na Sejm X kadencji (1989–1991)                                         | 15,28    |
| Anna Olejnicka                  |                        | Anna Olejnicka                  | Polskie Stronnictwo Ludowe                                                                                         | konińskie                                 | wybrana po raz pierwszy                                                      | 31,51    |
| Wincenty Olszewski              |                        | Wincenty Olszewski              | Sojusz Lewicy Demokratycznej                                                                                       | toruńskie                                 | wybrany po raz pierwszy                                                      | 25,81    |
| Jan Orzechowski                 |                        | Jan Orzechowski                 | Polskie Stronnictwo Ludowe                                                                                         | siedleckie                                | wybrany po raz pierwszy                                                      | 18,87    |
| Stefan Pastuszka                | Stefan Pastuszka       | Polskie Stronnictwo Ludowe      | kieleckie | wybrany po raz pierwszy                   | 30,34                                                                        |          |
| Eugeniusz Patyk                 |                        | Eugeniusz Patyk                 | Sojusz Lewicy Demokratycznej                                                                                       | legnickie                                 | wybrany po raz pierwszy                                                      | 26,76    |
| Zbyszko Piwoński                | Zbyszko Piwoński       | Sojusz Lewicy Demokratycznej    | zielonogórskie | wybrany po raz pierwszy                   | 33,73                                                                        |          |
| Mieczysław Protasowicki         |                        | Mieczysław Protasowicki         | Polskie Stronnictwo Ludowe                                                                                         | gorzowskie                                | wybrany po raz pierwszy                                                      | 23,89    |
| Zbigniew Religa                 |                        | Zbigniew Religa                 | Bezpartyjny Blok Wspierania Reform                                                                                 | katowickie                                | wybrany po raz pierwszy                                                      | 37,34    |
| Tadeusz Rewaj                   |                        | Tadeusz Rewaj                   | Sojusz Lewicy Demokratycznej                                                                                       | szczecińskie                              | wybrany po raz pierwszy                                                      | 21,10    |
| Tomasz Romańczuk                | Tomasz Romańczuk       | Sojusz Lewicy Demokratycznej    | suwalskie | poseł na Sejm IX i X kadencji (1985–1991) | 22,08                                                                        |          |
| Zbigniew Romaszewski            |                        | Zbigniew Romaszewski            | Niezależny Samorządny Związek Zawodowy „Solidarność”                                                               | warszawskie                               | senator I i II kadencji (1989–1993)                                          | 22,26    |
| Henryk Rot                      |                        | Henryk Rot                      | Sojusz Lewicy Demokratycznej                                                                                       | wrocławskie                               | wybrany po raz pierwszy                                                      | 16,19    |
| Tadeusz Rzemykowski             | Tadeusz Rzemykowski    | Sojusz Lewicy Demokratycznej    | pilskie | wybrany po raz pierwszy                   | 26,53                                                                        |          |
| Jan Sęk                         |                        | Jan Sęk                         | Polskie Stronnictwo Ludowe                                                                                         | lubelskie                                 | wybrany po raz pierwszy                                                      | 21,40    |
| Stanisław Sikorski              |                        | Stanisław Sikorski              | Sojusz Lewicy Demokratycznej                                                                                       | kaliskie                                  | wybrany po raz pierwszy                                                      | 22,18    |
| Dorota Simonides                |                        | Dorota Simonides                | Unia Demokratyczna                                                                                                 | opolskie                                  | senator I i II kadencji (1990–1993); poseł na Sejm VIII kadencji (1980–1985) | 31,09    |
| Elżbieta Solska                 |                        | Elżbieta Solska                 | KW SOLSKA | zielonogórskie                            | wybrany po raz pierwszy                                                      | 32,78    |
| Piotr Stępień                   |                        | Piotr Stępień                   | Polskie Stronnictwo Ludowe                                                                                         | tarnobrzeskie                             | wybrany po raz pierwszy                                                      | 29,46    |
| Jadwiga Stokarska               |                        | Jadwiga Stokarska               | Niezależny Samorządny Związek Zawodowy Rolników Indywidualnych „Solidarność”                                       | ostrołęckie                               | wybrana po raz pierwszy                                                      | 26,85    |
| Henryk Stokłosa                 |                        | Henryk Stokłosa                 | KW Henryka Stokłosy                                                                                                | pilskie                                   | senator I i II kadencji (1989–1993)                                          | 44,00    |
| Wacław Strażewicz               |                        | Wacław Strażewicz               | Polskie Stronnictwo Ludowe                                                                                         | suwalskie                                 | wybrany po raz pierwszy                                                      | 21,68    |
| Adam Struzik                    | Adam Struzik           | Polskie Stronnictwo Ludowe      | płockie | senator II kadencji (1991–1993)           | 36,29                                                                        |          |
| Jan Stypuła                     | Jan Stypuła            | Polskie Stronnictwo Ludowe      | łomżyńskie | wybrany po raz pierwszy                   | 28,00                                                                        |          |
| Andrzej Szczepański             |                        | Andrzej Szczepański             | Sojusz Lewicy Demokratycznej                                                                                       | słupskie                                  | wybrany po raz pierwszy                                                      | 32,86    |
| Rajmund Szwonder                | Rajmund Szwonder       | Sojusz Lewicy Demokratycznej    | radomskie | wybrany po raz pierwszy                   | 29,76                                                                        |          |
| Marcin Tyrna                    |                        | Marcin Tyrna                    | Niezależny Samorządny Związek Zawodowy „Solidarność”                                                               | bielskie                                  | wybrany po raz pierwszy                                                      | 18,91    |
| Mieczysław Włodyka              |                        | Mieczysław Włodyka              | Polskie Stronnictwo Ludowe                                                                                         | słupskie                                  | senator II kadencji (1991–1993)                                              | 32,42    |
| Adam Woś                        | Adam Woś               | Polskie Stronnictwo Ludowe      | przemyskie | wybrany po raz pierwszy                   | 40,03                                                                        |          |
| Grzegorz Woźny                  |                        | Grzegorz Woźny                  | Sojusz Lewicy Demokratycznej                                                                                       | kaliskie                                  | wybrany po raz pierwszy                                                      | 25,08    |
| Mieczysław Wyględowski          | Mieczysław Wyględowski | Sojusz Lewicy Demokratycznej    | częstochowskie | senator II kadencji (1991–1993)           | 32,22                                                                        |          |
| Ireneusz Zarzycki               |                        | Ireneusz Zarzycki               | Niezależny Samorządny Związek Zawodowy „Solidarność”                                                               | krośnieńskie                              | wybrany po raz pierwszy                                                      | 21,39    |
| Ryszard Żołyniak                |                        | Ryszard Żołyniak                | Polskie Stronnictwo Ludowe                                                                                         | tarnobrzeskie                             | wybrany po raz pierwszy                                                      | 25,75    |

### Senatorowie wybrani w wyborach uzupełniających
| Zdjęcie               |  | Senator               | Komitet wyborczy             | Data wyboru              | Województwo  | Dotychczasowy staż parlamentarny         | % głosów |
| --------------------- |  | --------------------- | ---------------------------- | ------------------------ | ------------ | ---------------------------------------- | -------- |
| Stanisław Kochanowski |  | Stanisław Kochanowski | Polskie Stronnictwo Ludowe   | 19 czerwca 1994(dts)     | elbląskie    | wybrany po raz pierwszy                  | 24,32    |
| Piotr Miszczuk        |  | Piotr Miszczuk        | Sojusz Lewicy Demokratycznej | 19 czerwca 1994(dts)     | chełmskie    | wybrany po raz pierwszy                  | 27,79    |
| Artur Balazs          |  | Artur Balazs          | KW Konwencja Szczecińska     | 1 października 1995(dts) | szczecińskie | poseł na Sejm X i I kadencji (1989–1993) | 49,26    |
| Kazimierz Działocha   |  | Kazimierz Działocha   | Sojusz Lewicy Demokratycznej | 1 października 1995(dts) | wrocławskie  | wybrany po raz pierwszy                  | 26,07    |

### Senatorowie, których mandat wygasł w trakcie kadencji
| Senator           | Senator              | Data wygaśnięcia mandatu                         | Przyczyna              | Następca                     | Następca       |
| ----------------- | -------------------- | ------------------------------------------------ | ---------------------- | ---------------------------- | -------------- |
|                   | Tomasz Adamczuk      | 21 grudnia 1993(dts)                             | śmierć                 |                              | Piotr Miszczuk |
| Romuald Jankowski | 12 lutego 1994(dts)  | śmierć                                           |                        | Stanisław Kochanowski        |                |
|                   | Bodo Engling         | 22 czerwca 1995(dts)                             | zrzeczenie się mandatu |                              | Artur Balazs   |
| Henryk Rot        | 8 lipca 1995(dts)    | śmierć                                           |                        | Kazimierz Działocha          |                |
| Ryszard Czarny    | 1 sierpnia 1997(dts) | mianowanie na Ambasadora RP w Królestwie Szwecji |                        | mandat pozostał nieobsadzony |                |

## Przynależność klubowa (stan na koniec kadencji)
Senatorowie III kadencji zrzeszeni byli w następujących klubach i kołach parlamentarnych:
- Koło Senatorskie – Sojusz Lewicy Demokratycznej Klub Parlamentarny – 36 senatorów, przewodniczący Ryszard Jarzembowski[49],
- Koło Senatorskie – Klub Parlamentarny Polskiego Stronnictwa Ludowego – 34 senatorów, przewodniczący Henryk Makarewicz[50],
- Klub Senacki NSZZ „Solidarność” – 12 senatorów, przewodniczący Marcin Tyrna[51],
- Senatorski Klub Demokratyczny – 7 senatorów, przewodniczący Krzysztof Kozłowski[52],
- Klub Senatorów Niezależnych – 5 senatorów, przewodniczący Marek Minda[53].

Ponadto 5 senatorów było niezrzeszonych.
| Koło Senatorskie – Sojusz Lewicy Demokratycznej Klub Parlamentarny                                                                                                | Koło Senatorskie – Sojusz Lewicy Demokratycznej Klub Parlamentarny | Koło Senatorskie – Sojusz Lewicy Demokratycznej Klub Parlamentarny | Koło Senatorskie – Sojusz Lewicy Demokratycznej Klub Parlamentarny |
| --- | --- | --- | --- |
| | | | |
| - Jerzy Adamski - Maria Berny - Grażyna Ciemniak - Jerzy Cieślak - Lech Czerwiński - Kazimierz Działocha - Ryszard Gibuła - Witold Graboś - Paweł Jankiewicz      | - Zdzisław Jarmużek - Ryszard Jarzembowski - Jan Karbowski - Dorota Kempka - Jerzy Kopaczewski - Henryk Krupa - Stanisław Kucharski - Józef Kuczyński - Zbigniew Kulak          | - Grzegorz Kurczuk - Wanda Kustrzeba - Bogusław Mąsior - Ireneusz Michaś - Piotr Miszczuk - Jan Mulak - Zenon Nowak - Wincenty Olszewski - Eugeniusz Patyk                     | - Zbyszko Piwoński - Tadeusz Rewaj - Tomasz Romańczuk - Tadeusz Rzemykowski - Stanisław Sikorski - Andrzej Szczepański - Rajmund Szwonder - Grzegorz Woźny - Mieczysław Wyględowski |
| Koło Senatorskie – Klub Parlamentarny Polskiego Stronnictwa Ludowego                                                                                              | | | |
| | | | |
| - Jan Adamiak - Jan Antonowicz - Krzysztof Borkowski - Stanisław Ceberek - Jerzy Chorąży - Adam Daraż - Jerzy Derkacz - Sylwester Gajewski - Eugeniusz Grzeszczak | - Roman Karaś - Edward Kienig - Zdzisław Kieszkowski - Stanisław Kochanowski - Zbigniew Komorowski - Czesław Krakowski - Marian Kwiatkowski - Władysław Lipczak - Maria Łopatko | - Henryk Maciołek - Henryk Makarewicz - Wojciech Matecki - Ryszard Ochwat - Anna Olejnicka-Górczewska - Jan Orzechowski - Stefan Pastuszka - Mieczysław Protasowicki - Jan Sęk | - Piotr Stępień - Wacław Strażewicz - Adam Struzik - Jan Stypuła - Mieczysław Włodyka - Adam Woś - Ryszard Żołyniak                                                                 |
| Klub Senacki NSZZ „Solidarność” | | | |
| | | | |
| - Piotr Andrzejewski - Franciszek Bachleda-Księdzularz - Mieczysław Biliński                                                                                      | - August Chełkowski - Andrzej Chronowski - Józef Frączek | - Alicja Grześkowiak - Stefan Jurczak - Barbara Łękawa | - Jadwiga Stokarska - Marcin Tyrna - Ireneusz Zarzycki |
| Senatorski Klub Demokratyczny | | | |
| | | | |
| - Gerhard Bartodziej - Krzysztof Kozłowski | - Wojciech Kruk - Zofia Kuratowska | - Jerzy Madej - Janusz Okrzesik | - Dorota Simonides |
| Klub Senatorów Niezależnych | | | |
| | | | |
| - Aleksander Gawronik - Zdzisława Janowska | - Marek Minda | - Henryk Stokłosa | - Zbigniew Religa |
| Senatorowie niezrzeszeni | | | |
| | | | |
| - Artur Balazs - Henryk Kanicki | - Leszek Lackorzyński | - Zbigniew Romaszewski | - Elżbieta Solska |

## Przewodniczący komisji
| Komisja                                                                                                   | Data wyboru          | Przewodniczący komisji  | Przewodniczący komisji        |
| --- | -------------------- | ----------------------- | ----------------------------- |
| Komisja Gospodarki Narodowej                                                                              | 28 października 1993 |                         | Edward Kienig (PSL)           |
| Komisja Inicjatyw i Prac Ustawodawczych                                                                   | 28 października 1993 |                         | Henryk Rot (SLD)              |
| Komisja Inicjatyw i Prac Ustawodawczych                                                                   | 15 września 1995     | Paweł Jankiewicz (SLD)  |                               |
| Komisja Kultury, Środków Przekazu, Wychowania Fizycznego i Sportu                                         | 28 października 1993 | Jan Mulak (SLD)         |                               |
| Komisja Nauki i Edukacji Narodowej                                                                        | 28 października 1993 |                         | Maria Łopatko (PSL)           |
| Komisja Obrony Narodowej                                                                                  | 28 października 1993 |                         | Rajmund Szwonder (SLD)        |
| Komisja Ochrony Środowiska                                                                                | 28 października 1993 |                         | Ryszard Ochwat (PSL)          |
| Komisja Polityki Społecznej i Zdrowia                                                                     | 28 października 1993 |                         | Mieczysław Wyględowski (SLD)  |
| Komisja Praw Człowieka i Praworządności                                                                   | 28 października 1993 | Lech Czerwiński (SLD)   |                               |
| Komisja Regulaminowa i Spraw Senatorskich                                                                 | 22 października 1993 | Grzegorz Kurczuk (SLD)  |                               |
| Komisja Regulaminowa i Spraw Senatorskich                                                                 | 26 maja 1995         | Grzegorz Woźny (SLD)    |                               |
| Komisja Rolnictwa                                                                                         | 28 października 1993 |                         | Sylwester Gajewski (PSL)      |
| Komisja Samorządu Terytorialnego i Administracji Państwowej                                               | 28 października 1993 | Adam Woś (PSL)          |                               |
| Komisja Spraw Emigracji i Polaków za Granicą                                                              | 28 października 1993 | Jan Sęk (PSL)           |                               |
| Komisja Spraw Zagranicznych i Międzynarodowych Stosunków Gospodarczych                                    | 28 października 1993 | Henryk Makarewicz (PSL) |                               |
| Komisja Nadzwyczajna do spraw inicjatywy ustawodawczej w sprawie zmiany przepisów o obywatelstwie polskim | 20 czerwca 1997      |                         | Piotr Andrzejewski (NSZZ „S”) |

Tę samą funkcję w Senacie II kadencji pełnił Sylwester Gajewski.